# Цефаліни
Цефаліни (англ. cephalins, рос. цефалины) — сполуки, похідні гліцеролу, в якого одна первинна й вторинна гідроксигрупи естерифіковані довголанцюговими жирними кислотами, а та первинна, що залишилися — моно(2-аміноетил) естером фосфатної кислоти або моносериновим естером фосфатної кислоти. Термін «цефаліни» не рекомендується IUPAC.